# Мыслибуж (гмина)
Мыслибуж (пол. Myślibórz) — гмина (волость) в Польше, входит как административная единица в Мыслибуржский повет, Западно-Поморское воеводство. Население — 20 969 человек (на 2005 год).